# Euchlaena effecta
Euchlaena effecta là một loài bướm đêm trong họ Geometridae.